# Calophysus macropterus
Calophysus macropterus es una especie de peces de la familia Pimelodidae en el orden de los Siluriformes. Localmente recibe el nombre común de piracatinga (Brasil), mota o simi (Colombia) blanquillo (Bolivia) mota (Perú).
.

## Morfología
• Los machos pueden llegar alcanzar los 40 cm de longitud total.

## Hábitat
Es un pez de agua dulce y de clima tropical.

## Distribución geográfica
Se encuentran en Sudamérica: cuencas de los ríos Orinoco y 

Amazonas. Rio ucayali rio pachitea